# The Bard's Tale III: Thief of Fate
The Bard's Tale III: Thief of Fate est un jeu vidéo de type dungeon crawler développé par Interplay Productions et publié par Electronic Arts en 1988. 
Thief of Fate fait suite à The Bard's Tale et à The Bard's Tale II: The Destiny Knight dont il reprend l’univers médiéval fantastique (inspiré de Donjons et Dragons) et le système de jeu.

## Synopsis
Les personnages du groupe du joueur reçoivent une lettre d'un homme mourant qui les informe que, lors d'une célébration de la défaite contre le sorcier maléfique Mangar (dans le premier opus de la série), son véritable maître, le dieu fou Tarjan, est arrivé et a libéré des créatures immondes qui ont détruit la ville de Skara Brae.
Le jeu commence dans un camp de réfugiés à l'extérieur des ruines de Skara Brae, qui remplace la Guilde des aventuriers (maintenant détruite) des jeux précédents. Outre les ruines de la ville, la nature sauvage comprend un temple de guérison, une taverne et un certain nombre d'endroits spéciaux, à partir desquels le groupe du joueur se lancera dans des missions vers d'autres mondes au cours de sa quête pour vaincre le dieu fou Tarjan.
Les mondes visités (avec les sorts de la nouvelle classe de magicien, le Chronomancer) permettent d'explorer les monde d'Arboria, Gelidia, Lucencia, Kinestia, Tenebrosia, Tarmitia et enfin Malefia pour affronter Tarjan.
Avec Tarjan vaincu, il est révélé que le groupe de personnages du joueur a pris la place des divinités que Tarjan a tuées, devenant un ensemble de nouvelles étoiles dans le ciel.

## Système de jeu
Thief of Fate est considéré comme étant le mieux conçu des jeux de la série grâce à de nouvelles fonctionnalités facilitant sa prise en main, notamment une carte générée automatiquement et l’option de sauvegarder à n’importe quel moment, mais aussi la possibilité de résoudre des énigmes en utilisant des objets, ce qui rend son système de jeu plus profond.
Il propose également l’environnement de jeu le plus vaste de la série, le joueur devant visiter des univers totalement différents incluant 84 niveaux de donjons et plus de 500 types de monstres.
Il propose deux nouvelles classes de magiciens, le Geomancer et le Chronomancer.

## Accueil
À sa sortie, le jeu reçoit un accueil mitigé dans la presse spécialisée.
| The Bard's Tale III |    |       |
| Sur C64 (1988)      |    |       |
| Commodore User      | US | 8/10  |
| Dragon Magazine     | US | 3/5   |
| Tilt                | FR | 17/20 |
| Zzap                | US | 81 %  |
| Sur PC (1990)       |    |       |
| Joystick            | FR | 95 %  |
| Tilt                | FR | 17/20 |
| Sur Amiga (1991)    |    |       |
| Amiga Power         | US | 67 %  |
| Amiga Computing     | US | 65 %  |
| CU Amiga            | US | 89 %  |